# Motoriserat infanteri

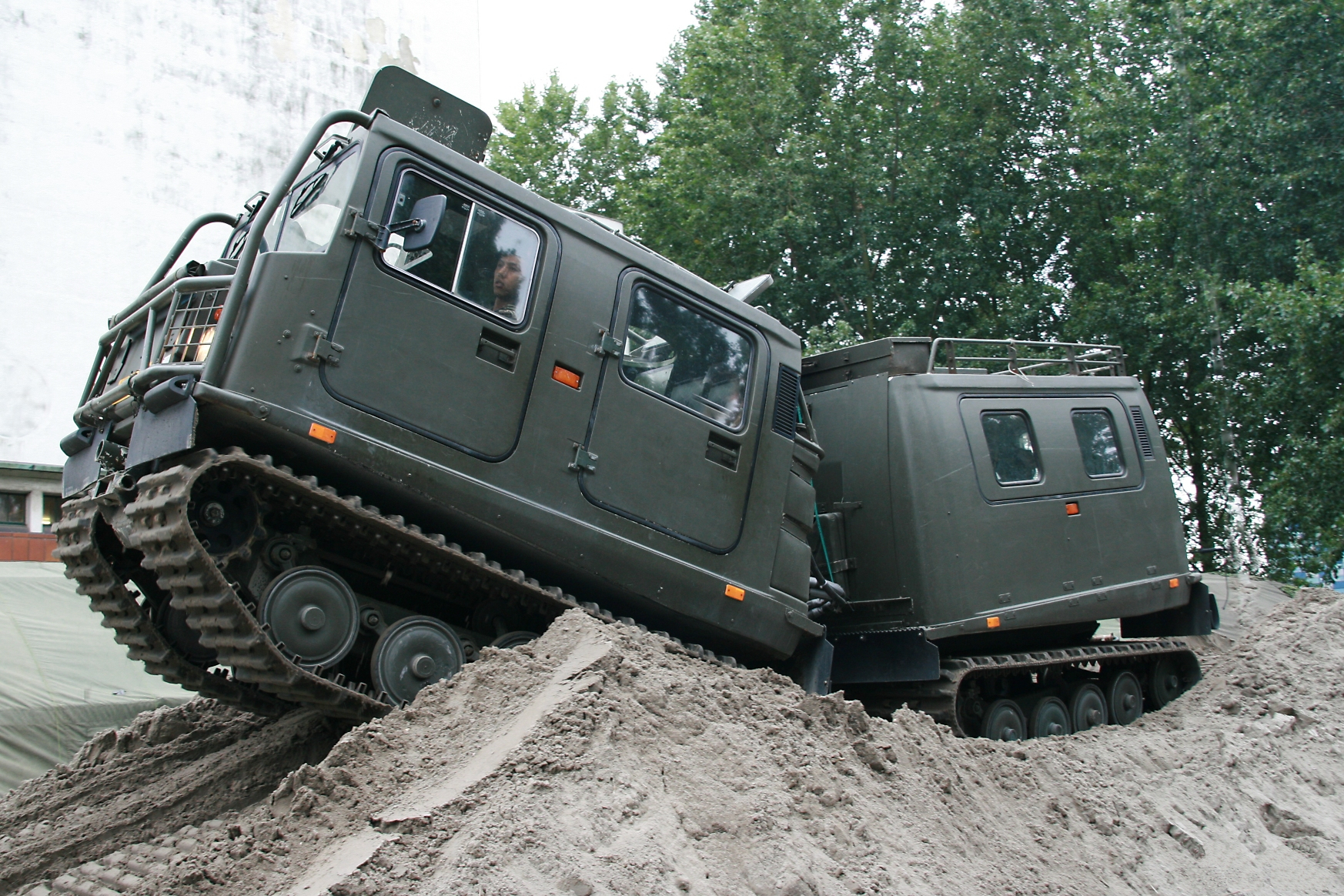
Bandvagn 206 är ett exempel på fordon som används av motoriserat infanteri.

Motoriserat infanteri är infanteri som förflyttar sig med bilar, lastbilar, bandvagnar eller andra fordon som inte är pansarskyddade. Det brukar skiljas från mekaniserat infanteri, som har pansarfordon. 
Det motoriserade infanteriet var historiskt sett det första steget mot mekaniserat infanteri, men båda typer förband tenderar att samexistera i moderna arméer. 
De fordon som används av motoriserat infanteri är, till skillnad från pansarfordon, generellt sett inte utrustade för att stå emot artilleri och eldvapen. De erbjuder dock stora logistiska fördelar jämfört med fotburet infanteri, inklusive förmågan att snabbt och uthålligt förflytta sig längs vägar och, i den mån man använder terränggående fordon, även utan vägar. Bruket av fordon ger också möjlighet att medföra större laster, inklusive skrymmande utrustning och tunga vapen som artilleri, granatkastare, pansarvärnsvapen, luftvärn och tunga kulsprutor. Detta kan sammantaget öka stridsförmågan mycket betydligt.